# Quintus Hortensius
Quintus Hortensius Hortalus (114 f.Kr.-50 f.Kr.) var en romersk orator og politiker, der levede samtidigt med Marcus Tullius Cicero, og som i sin samtid ansås for at være Ciceros eneste ligemand.
Hortensius blev kendt, da han som 19-årig med succes forsvarede Nikomedes IV af Bithynien. Siden startede han med succes en advokat-karriere og var som regel tilknyttet optimaterne. I 70 f.Kr. mødte han Cicero i den berømte sag om Gaius Verres, der af Cicero blev anklaget for at udplydre Sicilien under en statholder-periode. Hortensius forsøgte at forsvare Verres, men beviserne var for stærke.
I 69 f.Kr. blev Hortensius konsul sammen med Quintus Caecilius Metellus Creticus.
Efter Lucius Sergius Catilinas sammensværgelse i 63 f.Kr. blev også Cicero knyttet til optimaterne, hvorfor Hortensius og Cicero ved flere lejligheder var på samme side i sager, mest noterbart var sagerne mod Gaius Rabirius og Titus Annius Milo.